# Benjamin Gott

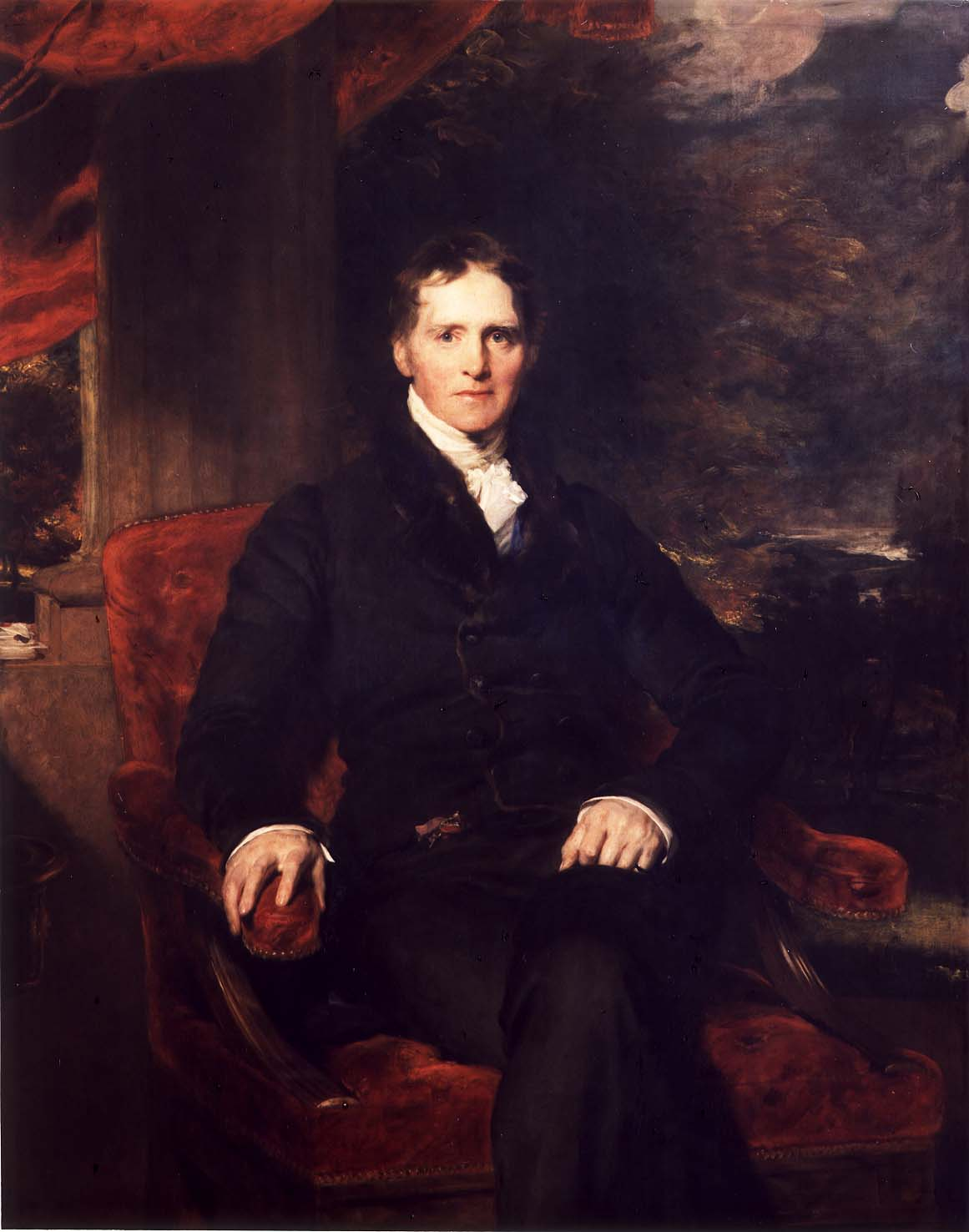
Benjamin Gott

Benjamin Gott, född 1762 i Armley, Leeds, Storbritannien, död 1840, var ullhandlare och ullfabrikant.
Benjamin Gott fick 1790 kontroll över Wormald, Fountaine and Gott, ett av de större ullhandelsföretagen i Leeds. Under de närmaste två årtiondena byggde han flera fabriker och blev en av Storbritanniens tjugo största företagare. Han var den som mer än någon annan förde in Leeds i industrialismens tidevarv, framförallt i organisatorisk bemärkelse genom att hanteringen av ullen nu skedde i fabriker där. Han blev borgmästare i Leeds 1799.
Benjamin Gotts fabrik i Armley, Armley Mills, var världens största ullfabrik. Numera är den museum. Han försåg både den brittiska och den svenska armén med uniformer. Han dog som miljonär i pund, något som i dagens läge borde motsvara att vara miljardär i kronor. Samtidigt var arbetsförhållandena i fabrikerna usla.